# RB Leipzig (féminines)
Maillots
Actualités
La section féminine du RB Leipzig est un club féminin de football créé en 2016 et basé à Leipzig en Allemagne. Il évolue actuellement en première division allemande.

## Histoire
Le RB Leipzig est créé en 2016, avec au début un partenariat avec le Leipzig FC 07, un club de 4e division. Comme cela avait été le cas pour l'équipe masculine, l'apparition d'une équipe dotée d'un budget énorme soulève des protestations parmi les autres clubs du championnat, dont certains boycottent même leurs matches face au RB Leipzig. Le club est également exclu de coupe d'Allemagne.
En 2019, la légende allemande Anja Mittag vient terminer sa carrière au RB Leipzig, avant d'intégrer le staff. La triple vainqueure de la Ligue des champions Viola Odebrecht est également nommée directrice sportive.
Leipzig accède à la 2. Frauen-Bundesliga en 2021. Doté d'un budget supérieur aux autres clubs, l'équipe vise directement l'accession à l'élite. À l'intersaison 2022, le recrutement d'un nouvel entraîneur, Saban Uzun, ainsi que de joueuses habituées à la première division, permet au club de passer enfin ce cap.
En 2023, après avoir éliminé le SGS Essen et l'Eintracht Francfort, le club atteint les demi-finales de coupe d'Allemagne, éliminé par le SC Fribourg (1-0). Quelques heures avant cette défaite, le club apprend sa promotion en première division après la défaite de leurs poursuivantes de Gütersloh.